# 瑞典历史
瑞典国家形成于公元11世纪。1397年瑞典被并入丹麦控制的卡尔马联盟。1523年脱离联盟独立。17世纪瑞典成为称霸欧洲北部的强国。18世纪初开始衰落，丧失了大部分海外领地。1809年，瑞典控制下的芬兰被并入俄罗斯帝国。1814年从丹麦手中取得挪威。1905年，挪威脱离瑞典独立，现代瑞典王国的版图最终形成。两次世界大战中瑞典均保持中立。二战后经济与科技发展迅速，成为当今世界上最发达的国家之一。
瑞典自国家形成至今一直实行君主制政体，从未成立过共和国。

## 早期（1050以前）

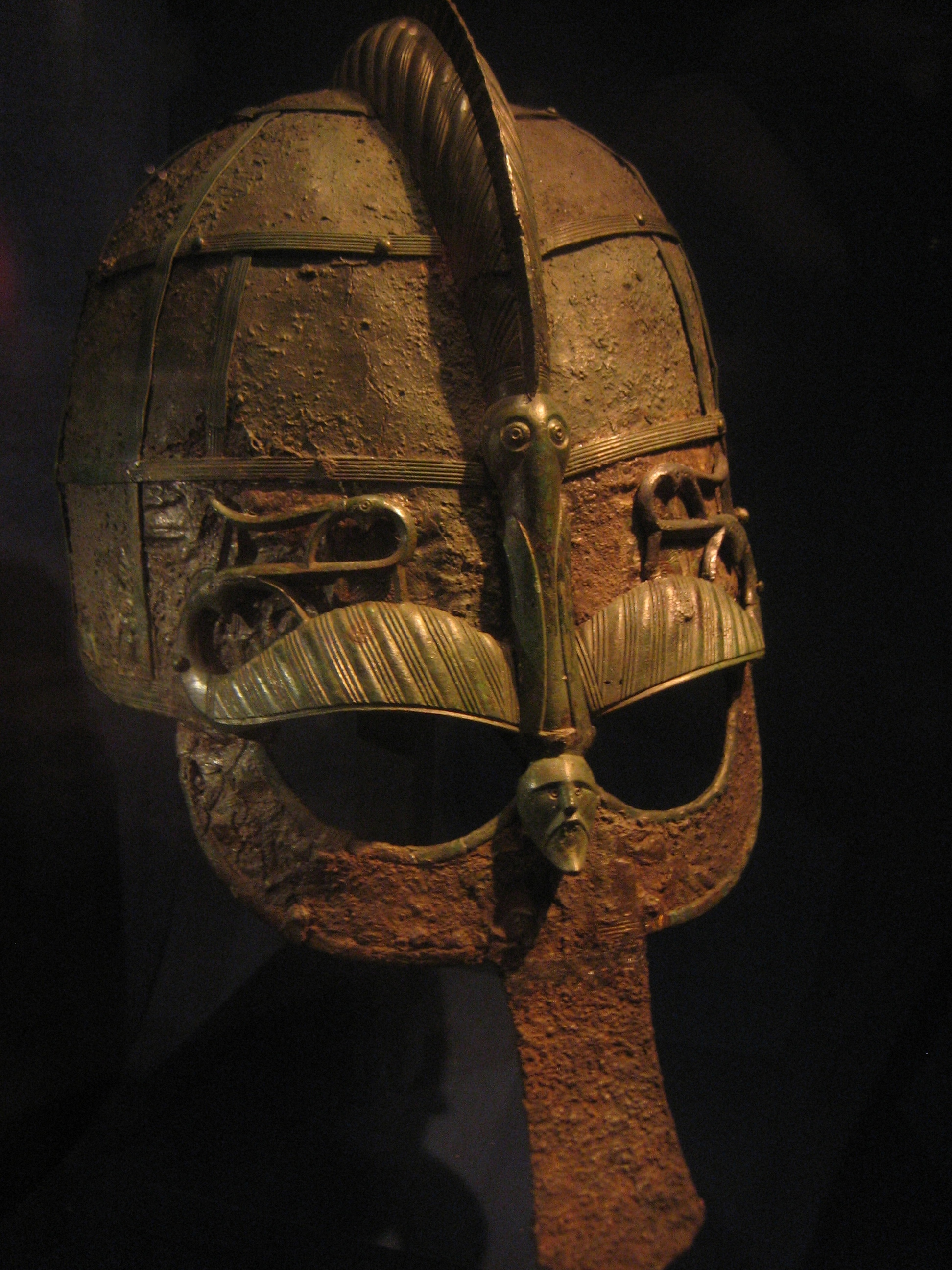
文德时代船葬中的铁质头盔，现藏于瑞典历史博物馆

早在冰川退却后的石器时代，瑞典已经有人类居住。瑞典北方的耶姆特兰省发现过约公元前9000年前的岩画。随着从波罗的海到地中海的商路形成，南欧的铁器传入了斯堪的纳维亚。而北欧的兽皮、琥珀则被贩卖到希腊和罗马。到了公元前后，罗马共和国不断向西北欧和中欧扩张，地中海地区的欧洲人逐渐了解到生活在波罗的海沿岸的居民。
瑞典有文字可考的历史可以追溯到公元前后。成书于公元1世纪的古罗马历史学家塔西佗在他的《日耳曼尼亚志》（De Germania）中最早记载了生活在斯堪的纳维亚半岛的从事狩猎和食物采集的部落。
公元3至4世纪的罗马帝国末期，被称为“人种作坊”的斯堪的纳维亚诸部族向西欧和南欧输出了大量移民。哥特人据称就来自现在的瑞典哥特兰岛。苏维汇人则来自瑞典南部海岸。

### 鐵器時代（前500-1050）

#### 海盗时期（800-1050）
瑞典王国大约形成于公元11世纪。早期的传说留下了几位早期瑞典国王的姓名和事迹，如埃里克家族和斯沃克家族，直到福尔孔王朝统治的建立。
与近邻丹麦人和挪威人相比，海盗时期的瑞典人更注重商业贸易而不是征服和殖民。他们致力于向欧洲东部和东南的经营，势力曾经远达黑海和里海沿岸。在这里瑞典人与阿拉伯人甚至更往东的民族交换皮毛，金属等产品。他们到达过君士坦丁堡（瑞典人称之为Miklagård），耶路撒冷（Jorsalir）和巴格达（Särkland）。瑞典王宫钱币展览馆收藏有当地出土的古代西亚国家铸币。
瑞典人首先到达了芬兰湾北岸、涅瓦河和拉多加湖一带。他们在这里建立据点，并继续向南推进，在诺夫哥罗德建立了诺夫哥罗德公国。据基辅修士的记载，一支瑞典人进入东欧腹地并建立了基辅罗斯，他们被称为瓦良格人（Varjager）。过程是这样的：维京人因对斯拉夫人征收重税而被追出，但斯拉夫部族却由此陷入混乱之中。有人提出从别的国家请一位国王来统治他们。于是使者来到瑞典，有三兄弟成为候选人，他们是留里克（Rurik），辛由斯（Sinjeus）和特鲁弗（Truvor）。他们成为后来诺夫哥罗德、白俄罗斯和伊兹伯斯克的统治者。辛由斯和特鲁弗去世后，留里克接管了他们的土地。他的继任者奥列格征服了基辅，基辅罗斯国家形成。

## 中期（1050-1523）

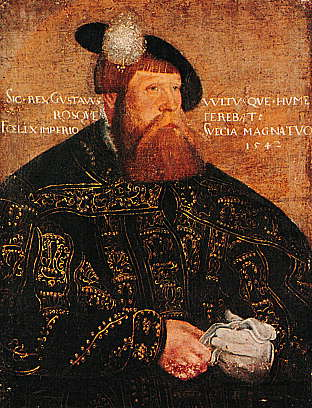
古斯塔夫一世（1496-1560），瑞典国王（1523-1560）

王国形成之初，瑞典是个由一些独立性很强的省组成的松散王国。各省通行自己的法律。而国王负责各省之间的协调和组织对外战争等事务。12世纪时王权已经十分强大，形成了了全国统一的税收和法律。此时，瑞典已征服了芬兰的西南沿海地区，并继续向东南方扩张。

### 卡爾馬聯盟（1397-1523）
为了对抗强大的汉萨同盟在北海和波罗的海的势力，1397年丹麦、挪威、瑞典三国在瑞典东南部的卡尔马举行会议，决定成立由丹麦王室主导的卡尔马联盟，从此瑞典和挪威臣服于丹麦国王的统治，同时保留了王国的地位。
但在联盟时期瑞典人与丹麦人的冲突不断发生。1520年，丹麦国王克里斯蒂安二世进入瑞典首都斯德哥尔摩平息了一场独立运动。随后，本地贵族出身的古斯塔夫·瓦萨在达拉纳省组织反抗联盟国家的运动。很快，反抗丹麦统治的势力控制了瑞典的大部分地区。抵抗运动得到了与丹麦敌对的汉萨同盟盟主城邦吕贝克的援助，攻入斯德哥尔摩。1523年，丹麦军队镇压武装反抗失败。瑞典获得独立，古斯塔夫·瓦萨被选为瑞典国王，建立了瓦萨王朝。挪威则继续留在联盟内，成为丹麦的一个政区，而瑞典的南部沿海地区仍在丹麦控制之下。即位之后，古斯塔夫·瓦萨宣布与吕贝克断绝关系。

## 晚期（1523-1905）

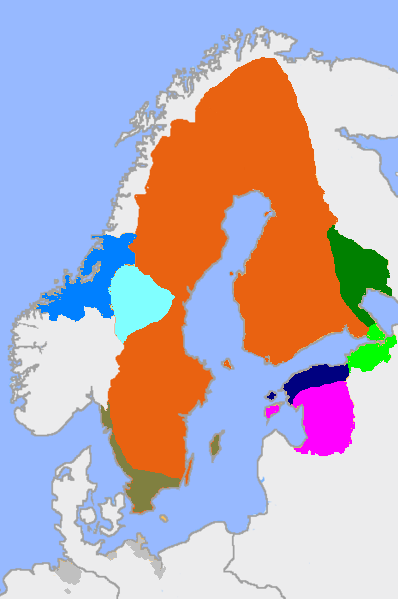
1658年罗斯基德条约后的瑞典领地，红色部分为1561年的瑞典领土。

### 瓦薩王朝（1523-1654）

#### 宗教改革
罗马天主教在10世纪从丹麦传入到瑞典，并很快巩固下来。瑞典独立后，新教路德宗取得了支配地位。1593年路德宗成为瑞典国教。

### 強權時代（1611-1721）
瑞典在16世纪的几次战争中打败了丹麦、波兰的军队，成为北欧的军事霸权。
1625年，瑞典控制了利沃尼亚（爱沙尼亚和一部分拉脱维亚领土，右图紫色和深紫色部分）。
在三十年战争期间，瑞典加入新教阵营参战，并派兵深入神圣罗马帝国腹地。
1632年，国王古斯塔夫二世·阿道夫在吕岑战役中阵亡。在1634年的纳德林根战役中瑞典军队战败，撤回国内。1642年，瑞典再次出兵德意志。
1648年法国与瑞典联军最终战胜神圣罗马帝国皇帝，签订了《威斯特伐利亚和约》，战争结束。瑞典得到了德意志领土前波美拉尼亚、维斯马、费尔登和不来梅（右图灰色部分）。三十年战争后，瑞典在波罗的海的势力达到顶峰。
1658年，瑞典从丹麦手里收复了南部沿海的斯科讷、布勒金厄等地（右图棕绿色部分）。
1700年，俄国、丹麦、波兰结盟与瑞典交战，大北方战争开始。
1709年，瑞典国王卡尔十二世的军队在今乌克兰境内的波尔塔瓦被俄国沙皇彼得一世击溃，逃至奥斯曼帝国。俄国开始取代瑞典成为北欧及波罗的海地区的新兴强国。
1721年瑞典战败，丧失了波罗的海属地及其军事强国地位。利沃尼亚地区被并入俄国。
1809年，俄国派兵吞并了瑞典统治下的芬兰。芬兰成为俄罗斯帝国内的大公国，沙皇亚历山大一世兼任芬兰大公。
在拿破仑战争中，瑞典于1813年正式加入反法同盟。

### 殖民与贸易

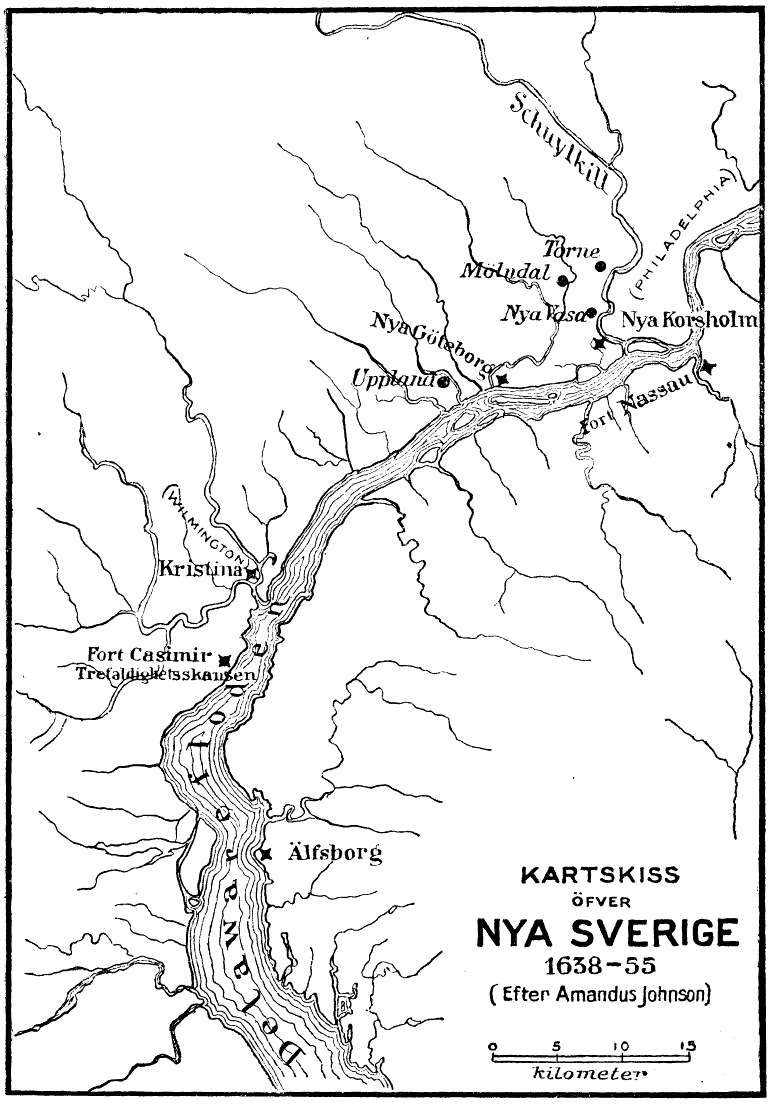
新瑞典，约1650年

新航路开辟后，瑞典人开始效仿西欧国家，设立贸易公司，寻求建立海外殖民地。在荷兰人彼得·米努伊特（Peter Minuit）、瑞典政治家埃克塞尔·乌克森谢纳和海军舰队司令克拉斯·弗莱明（Klas Fleming，芬兰人）的支持下，新瑞典公司于1633年成立。为发展与东方国家主要是与中国的贸易，瑞典东印度公司（SOIC）于1731年成立。17至18世纪，瑞典曾在北美洲东岸、加勒比海和西非建立了规模很小的殖民据点。但由于瑞典国力较弱难以与其他国家竞争，这些殖民活动全部以失败告终。

#### 新瑞典
1637年，由新瑞典公司组织的第一批瑞典远征队在彼得·米努伊特的指挥下，从瑞典哥德堡出发，驶往北美洲。1638年3月29日，新瑞典公司在北美大陆特拉华河沿岸，从当地印第安人手中购买了一块土地，在此建立了克里斯蒂娜要塞，今特拉华州威明顿（Wilmington）。这就是瑞典的第一个海外殖民地新瑞典，包括现在美国的宾夕法尼亚州、新泽西州及特拉华州的一部分地区，彼得·米努伊特任总督。开拓该地区的殖民者中有一半是芬兰人和荷兰人。但在此之前，荷兰已宣称这一地区为荷属新尼德兰领地。在一系列军事冲突之后，此地于1655年9月15日被并入荷属新尼德兰。

#### 西印度公司
1785年，瑞典从法国手中取得法属西印度群岛中瓜德罗普岛的附属岛屿圣巴泰勒米岛（Is. Saint-Barthélemy）。作为交换，法国商船获得了在瑞典哥德堡港的免税权。随后，瑞典西印度公司于1786年秋成立。瑞典在这个小岛上建立了古斯塔维亚港（Gustavia）。在瑞典统治时期，此岛主要作为瑞典船队从非洲贩运奴隶的中转站。19世纪中期，瑞典开始禁止奴隶贸易，圣巴泰勒米岛随之失去了经济价值，于1878年被归还法国。
由于瑞典在拿破仑战争中参加了反法同盟，作为回报，1813年瑞典从英国占领军手中接管了法属西印度的瓜德罗普岛。1814年，根据巴黎条约，瑞典将此岛归还法国。

#### 西非殖民据点
15世纪葡萄牙人占领了西非沿岸的海岸角（在今加纳境内，阿克拉以西165公里）作为贸易据点。1637年荷兰人占领了海岸角并修建了城堡。1652年，瑞典再次占领该地，并修建了海岸角城堡。1664年，海岸角城堡最终被英国人占领并成为英属黄金海岸的主要据点。此外，瑞典人在阿克拉也建有贸易据点。

#### 东印度公司

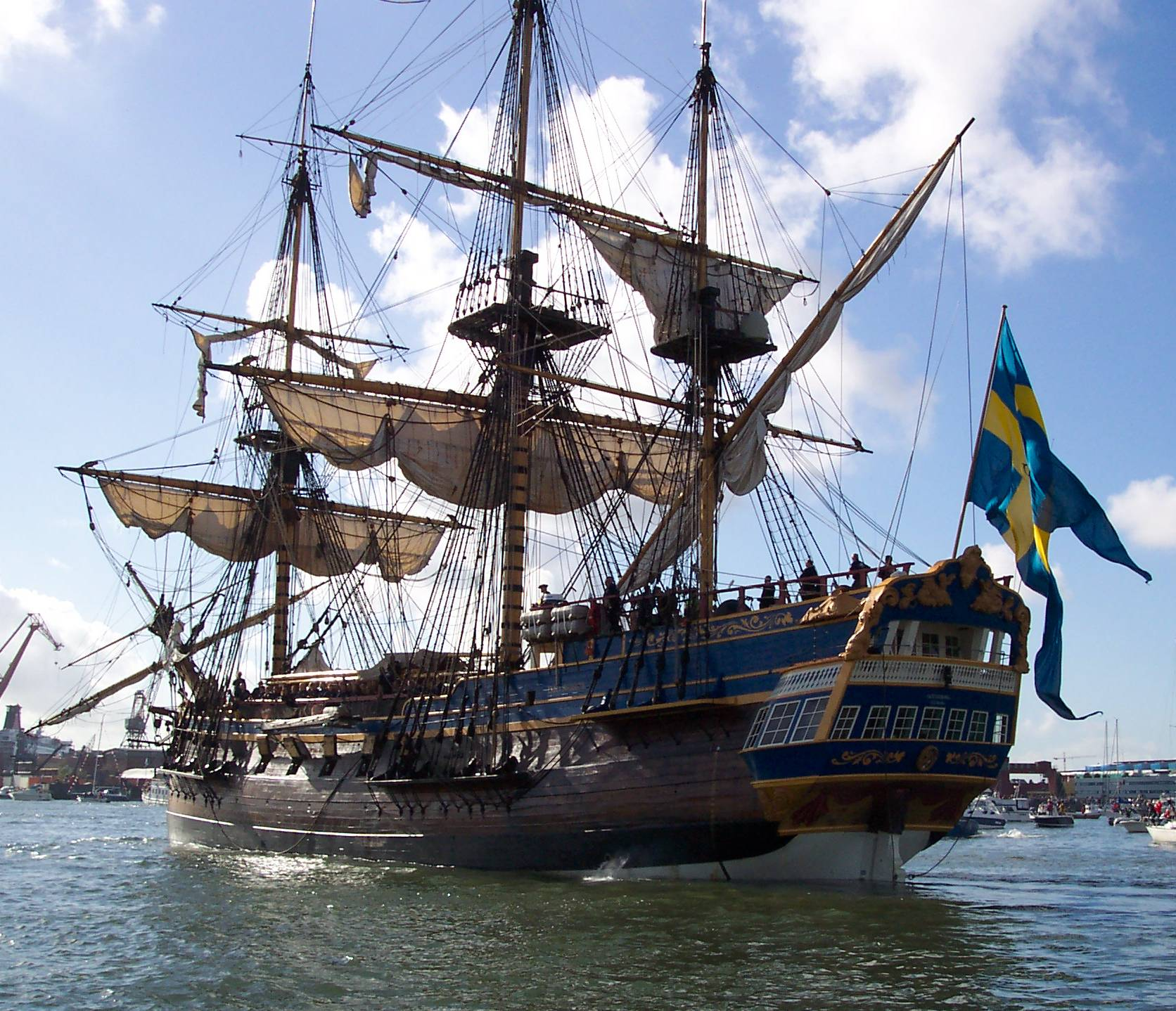
哥德堡号仿制木帆船

瑞典东印度公司是主要从事对华贸易的公司。它的船队将北欧的木材、铁和铜等产品贩往西班牙换得白银，然后用这些白银从中国购入瓷器、茶叶、丝绸、香料等奢侈品运往欧洲。在政府的支持下，从1731年到1813年，瑞典东印度公司垄断了瑞典与中国的全部贸易。它的船队曾132次航行至广州，其中最著名的一艘商船是于1745年神秘沉没的哥德堡号帆船。
根据瑞典学者的研究，瑞典东印度公司是历史上第一个向中国走私鸦片的“东印度公司”。1767年，瑞典东印度公司的雅各布·哈尔从英属印度向中国广州发送了150余箱鸦片，并在当地出手。这一做法引起西欧各国东印度公司的效尤。此后，通过走私流入广州的鸦片数量剧增。

### 瑞典-挪威联盟（1814-1905）
根据1814年基尔条约，瑞典从衰落已久的丹麦手里得到了挪威。但是挪威乘机宣布独立并颁布了宪法。瑞典发动了一场短暂的战争，挪威被迫同意作为一个国家臣服于瑞典国王。
在此后的二百年里，瑞典避免了卷入任何战争与冲突之中。持久的和平稳定带来了国内经济和科技的发展。19世纪末瑞典完成了工业化，开始走上发达国家的道路。

## 近代（1905-1945）
1905年挪威借领事馆之争举行公民投票，决定脱离瑞典而独立。
瑞典在两次世界大战中均宣布中立。但在二战中向德国出口木材和矿产。

## 现代（1945至今）
自1920年代至2006年，瑞典社会民主党长期执政，期間瑞典发展成为福利国家。
瑞典在1995年放棄中立国地位，与芬兰一起加入欧盟。
2006年9月17日，瑞典国会舉行选举。中間偏右的政黨聯盟「瑞典联盟」合共取得國會349個議席中的178席；其中，温和联合党获得96席，中間黨获得29个议席，人民党获得28个议席，基督教民主党获得25个议席。中左联盟中的社民党获得130个议席，左翼党获得22个席位，环境党获得19个席位，中左联盟共获得171个议席。10月6日，温和联合党与自由人民党、中間黨和基督教民主党組建联合政府，温和聯合黨的弗雷德里克·赖因费尔特出任首相，結束社會民主党七十多年的長期执政。
由于冷战结束，瑞典不必承担很大的军事压力，故瑞典政府于2010年废除了征兵制度。但由于近年俄罗斯海军在波罗的海活动的频率增加，瑞典于2018年恢复征兵制度。俄羅斯於2022年入侵烏克蘭後，瑞典宣佈放棄200年的中立和軍事不結盟政策，聯同芬蘭於同年5月申請加入北約。不過於立法過程中受到土耳其和匈牙利阻撓，經過多輪談判和磋商後於2024年1月和2月先後獲兩國放行。瑞典最終2024年3月7日成為北約第32個正式成員國。